# إنجليزية أوغندية

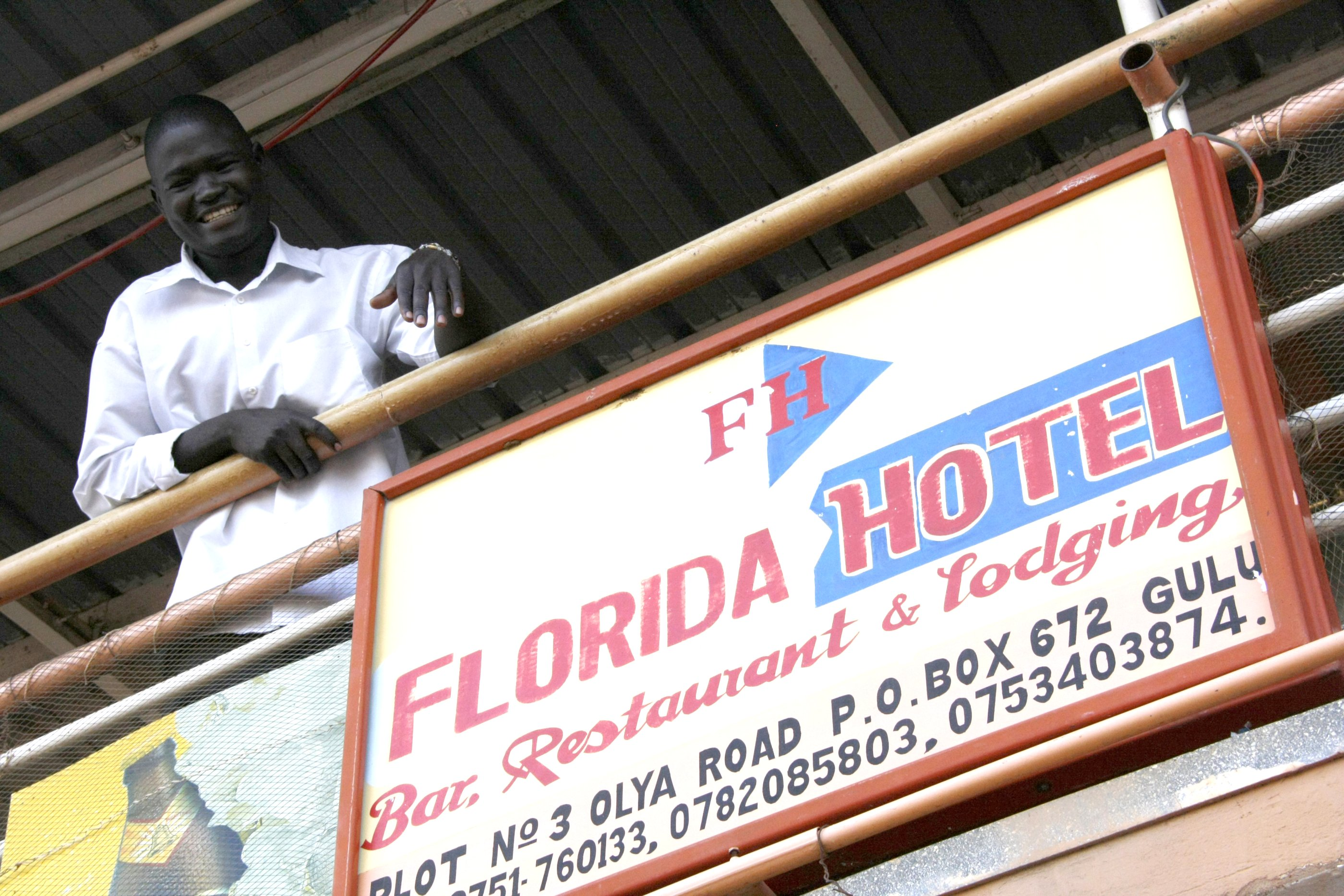
دينيس هو واحد من 4000 شاب تم تدريبهم من قبل مركز تنمية الشباب في شمال أوغندا الذي تدعمه المملكة المتحدة في العام الماضي

الإنجليزية الأوغندية   (بالإنجليزية Ugandan English أو اختصاراً Uglish) هي تنوع في اللغة الإنجليزية المنطوقة في دولة أوغندا.

## تأثير اللغات الأصلية
تؤثر أنماط الكلام في اللغات الأوغندية المحلية بشكل واضح على اللغة الإنجليزية المنطوقة هناك. توجد في أوغندا مجموعة متنوعة من لغات السكان الأصليين، ويمكن لمن لديه دراية بالبلاد أن يحدد بسهولة اللغة الأم لشخص يتحدث الإنجليزية، حيث يقوم المتحدث غالباً بتغيير الكلمات لجعلها أكثر تناسقاً مع قواعد لغته الأصلية، وأحياناً يتم استعارة بعض الكلمات من هذه اللغات إذا لم يكن لها مقابل دقيق في الإنجليزية.
فعلى سبيل المثال تميل لغات البانتو المنتشرة في جنوب أوغندا إلى عدم نطق أي صامت (ساكن) دون صوت علة تالٍ له مباشرةً في نفس المقطع اللفظي. وبالتالي نجد المتحدثين بها يضيفون صوت العلة /i/ بعد السواكن /l/ و/d/ في كلمة Alfred ‎/ˈælfrɛd/‏ فتصبح ‎/ˈalifuredi/‏. وكذلك لا تسمح لغة لوغاندا بأن تبدأ أي كلمة بصوت الراء إلا إذا كان الصوت السابق هو /e/ أو /i/، وعلى العكس فلا يتبع صوت اللام هذين الصوتين. فنجد أن الراء واللام يتبادلان الأماكن في كلمة مثل railway التي تصبح /leyirwe/.

## المفردات والتعابير
تُستخدم بعض الكلمات الإنجليزية بمعنى خاص أو غريب بحيث تكون مفهومة على نطاق واسع داخل أوغندا ولكنها غامضة بالنسبة للأجانب. وقد يكون أصل هذه الاستخدامات غامضاً. وأفضل مثال معروف هو كلمة extend والتي تعني في أوغندا «التحرك على مقعد لإفساح مكان لشخص آخر». ومثال آخر هو كلمة pop التي تُستعمل بديلاً عن كلمات مثل bring «يحضر» أو come «يأتي» فتقول على سبيل المثال:Danny Danny, pop that bottle here أو Heno, pop to my house

## الاختلافات النحوية
يستخدم الأوغنديين في كثير من الأحيان واو العطف and لدمج جملتين في جملة واحدة. فعلى سبيل المثال قد يقول الحلاق Sit down and I cut your hair أو قد يقول المرسال They told me to come and you give me the package. ويتشابه هذا الاستخدام مع ما تفعله معظم اللغات الأوغندية، ولكنها تستخدم واو العطف بشكل ضمني وليس صريحاً.
ومن الاختلافات الأخري إضافة ضمير المخاطَب you إلى جمل أمرية، فبدلاً من أن تقول Go to Entebbe «اذهب إلى عنتيبي» تجد You go to Entebbe. وهناك أيضاً إضافة أو حذف حروف الجر بشكل يخالف الناطقين بالإنجليزية القياسية.